# Bombus morrisoni
Espèce
Statut de conservation UICN

 VU A2bc : Vulnérable
Bombus morrisoni est une espèce de bourdons que l'on trouve sur la côte Pacifique (côte ouest) des États-Unis.